# Badjcinus turnbulli
Badjcinus turnbulli  — вид вимерлих сумчастих ссавців родини Тилацинових (Thylacinidae), що жив у пізньому олігоцені. 
Назва роду походить від слова «Badj» - «вмілий мисливець» з аборигенської мови Ван'ї та грецького «kynos» - «пес». Вид названо на честь др. Уільяма Д. Тьорнбула (англ. William D. Turnbull). Вид описаний на основі частини черепа і майже цілих верхньої та нижньої щелеп знайдених у Вайт Хантер Сайті, північно-західний Квінсленд. Визначена Стівеном Ро вага цієї тварини — 2422.4 гр (похибка 13%). Очевидно, що це найдавніший і найпримітивніший з відомих Тилацинових. Припускається, що ця невелика тварина, з розмірами як у найбільших сучасних тилацинових, займав ту ж нішу, живлячись комахами, плазунами і дрібними ссавцями.